# Small Town Girl
Small Town Girl is een romantische komedie uit 1936 onder regie van William A. Wellman. De film is gebaseerd op het gelijknamige boek uit 1935 van Ben Ames Williams. Destijds werd de film in Nederland uitgebracht onder de titel Het meisje van buiten.

## Verhaal
Katherine 'Kay' Brannan is haar rustige en saaie leven in het dorpje Carvel meer dan zat. Ze heeft een slechte band met haar familie en kan haar overbeschermende vriend Elmer niet uitstaan. Ze hoopt wat avonturen mee te maken als wegens verkeersproblemen honderden voetbalfans langs haar dorp moeten rijden om de wedstrijd van Yale tegen Harvard bij te wonen. Een van die fans is Robert Dakin, een gerespecteerde chirurg. Hij vraagt Kay of ze hem de weg kan wijzen en neemt haar uiteindelijk mee naar de wedstrijd.
Later die dag wordt Bob dronken en vraagt Kay ten huwelijk. Kay is wanhopig om uit haar dorp te verhuizen en ziet via hem een uitweg. Om die reden accepteert ze zijn aanzoek. De volgende ochtend raken ze betrokken bij een klein auto-ongeluk. Bob verzekert haar dat ze terechtkunnen bij zijn ouders in Boston. Het nieuws van hun huwelijk is ondertussen al verspreid. Eenmaal aangekomen in Boston, kunnen zijn ouders niet geloven dat het nieuws waarheid blijkt te zijn. Hoewel ze Kay mogen, staan ze erop dat hij trouw blijft aan zijn verloofde Priscilla.
Bobs vader vreest dat het schandaal een einde kan betekenen van zijn carrière. Bob wil zijn baan niet verliezen en vraagt zijn vrouw om zes maanden lang te doen alsof ze gelukkig getrouwd zijn, om vervolgens te scheiden. Kay is gekwetst, maar besluit mee te werken. Na een bruiloft op de familiejacht, keren ze terug naar Boston. Ze worden op loop den duur verliefd op elkaar, maar durven dit omwille hun afspraak niet toegeven. Op een gegeven moment keert Priscilla terug van een vakantie in Europa. Bob spreekt stiekem met haar af.
Terwijl Bob met Priscilla in haar appartement een afspraak heeft, wordt Kay gebeld dat hij dringend naar het ziekenhuis moet komen om patiënt Jimmy te opereren. Ze probeert hem op te bellen, maar Priscilla wil Bob niet aan de lijn geven. Ze zoekt hem op in de stad en geeft haar bericht aan hem door. Bob is echter te dronken om een operatie uit te voeren en waagt het risico niet. Eenmaal thuis denkt hij dat hij een mislukkeling is. Kay probeert hem gerust te stellen, maar wordt tegengehouden door Priscilla.
Kay besluit terug naar huis te keren en krijgt onderweg te horen dat Bob onderweg is naar Reno om een scheiding aan te vragen. Als ze terug is in haar dorp, doet Elmer een huwelijksaanzoek. Nog voordat ze kan reageren, wordt ze verrast door Bob, die haar opnieuw voor zich wint.

## Rolverdeling
| Acteur              | Personage                 |
| ------------------- | ------------------------- |
| Janet Gaynor        | Katherine 'Kay' Brannan   |
| Robert Taylor       | Dokter Robert 'Bob' Dakin |
| Binnie Barnes       | Priscilla Hyde            |
| Andy Devine         | George Brannan            |
| Lewis Stone         | Dokter Dakin              |
| Elizabeth Patterson | Ma Brannan                |
| Frank Craven        | Will 'Pa' Brannan         |
| James Stewart       | Elmer Clampett            |
| Isabel Jewell       | Emily 'Em' Brannan        |
| Charley Grapewin    | Dokter Ned Fabre          |
| Nella Walker        | Mevrouw Dakin             |

## Achtergrond
Het was de bedoeling dat Jean Harlow en Robert Montgomery de hoofdrollen zouden spelen. Harlow trok zich in 1935 echter terug van de rol. Maureen O'Sullivan werd overwogen als haar vervanger, maar de makers gaven de voorkeur aan Janet Gaynor. Gaynor was toentertijd een van de grootste sterren van 20th Century Fox en had geen interesse te werken aan een film voor Metro-Goldwyn-Mayer. Ze vertelde dat het materiaal beter geschikt zou zijn voor Harlow. Er werden enkele herschrijvingen gedaan aan het script, maar ze was nog steeds niet tevreden. Ze legde uit dat ze niet als tweede genoemd wilde worden na Montgomery op de aftiteling. Om die reden zochten de makers naar een vervanger voor hem, zodat Gaynor de rol op zich zou nemen. Franchot Tone werd overwogen als vervanger, totdat Robert Taylor de rol in november 1935 kreeg.
Voor een lange periode werd Jack Conway genoemd als de regisseur van de film, totdat in december 1935 werd bevestigd dat William A. Wellman deze taak op zich had genomen. De opnames begonnen nog diezelfde maand en werden beëindigd op 23 maart 1936. In februari 1936 werd Wellman ernstig ziek en was twee weken lang afwezig op de set. In deze periode nam Robert Z. Leonard de regie van hem over. Tijdens de opnames kregen Wellman en Gaynor regelmatig ruzie met elkaar. Wellman was zo ontevreden met Gaynor, dat hij de bazen van MGM vroeg om zijn naam niet te vermelden op de aftiteling. Dit verzoek werd geweigerd. Opmerkelijk genoeg zouden Wellman en Gaynor een jaar later opnieuw met elkaar werken aan A Star Is Born (1937).
De film kreeg na de uitbrengst positieve kritieken. The New York Times noemde de samenwerking tussen Taylor en Gaynor aangenaam, maar voorspelde dat Harlow de rol beter had kunnen neerzetten. Het dagblad Variety gaf alle lof aan de acteurs en schreef dat de film zeer vlot is en de menselijkheid goed afbeeldt. In Nederland werd de film gekeurd voor "18 jaar en ouder", maar werd bij de tweede filmkeuring verboden door de Katholieke Nakeuring.